# Pietro Pestagalli
Pietro Pestagalli (Milano, 28 o 29 novembre 1776 o 1777 – Milano, 9 dicembre 1853) è stato un architetto e ingegnere italiano.

## Biografia
Secondogenito di Francesco, impiegato presso il dicastero centrale di Polizia, e di Maria Teresa Rapazzini, vi è incertezza sulla data di nascita a causa di informazioni diverse pervenuteci attraverso il necrologio apparso sul Giornale dell'ingegnere-architetto ed agronomo del dicembre 1853 che riporatava il 28 novembre 1776 e attraverso il Registro dei ruoli generali della popolazione che attesta 29 novembre 1777.
In gioventù si dedicò allo studio del disegno e frequentò la Facoltà di Matematica all'Università degli Studi di Pavia, ottenendo la laurea il 30 aprile 1796 e trovando impiego come disegnatore, nel 1798, presso l'ufficio topografico del Ministero della Guerra dell'allora Repubblica Cisalpina di cui Milano era capitale. Nel 1800 ottenne dal Comune di Milano l'abilitazione alla professione di ingegnere e architetto. Nel 1805 venne nominato direttore aggiunto ai lavori d'arte per il Foro Bonaparte e l'anfiteatro dell'Arena a fianco del celebre architetto Luigi Canonica; nel 1812 gli venne conferito l'incarico per la progettazione di una nuova dogana al confine di Borgo Vercelli (attuale piazzale Baracca); nel 1813 succede a Carlo Amati nella prestigiosa carica di architetto del Duomo di Milano: qui diresse il restauro dello scurolo di San Carlo (1817) ed eresse il gugliotto della cupola maggiore.
Dal 1818, mutate le condizioni politiche di Milano con il rientro degli austriaci dopo la caduta di Napoleone nel 1814, il Pestagalli viene chiamato dalla nuova amministrazione a ricoprire una serie di incarichi pubblici: nel 1822 ricopri la carica, con emolumenti altissimi, di aggiunto presso la Generale direzione delle pubbliche costruzioni in Lombardia, carica che mantenne fino al pensionamento, avvenuto pochi mesi prima della morte.
Nella sua lunga carriera il Pestagalli poté esprimere la sua valenza di architetto in una serie di opere, fra le quali si possono ricordare: la facciata in ordine ionico della real Corte dei Conti sulla piazza della oggi non più esistente chiesa di San Bartolomeo (1813); il disegno dell'altare maggiore della chiesa di San Fedele (1817) e il compimento della sua facciata nel 1832; il restauro della Basilica di San Nazaro in Brolo (1828). A Lodi diresse i restauro del Tempio Civico della Beata Vergine Incoronata (1836) e costruì la chiesa dei Santi Filippo, Giacomo e Gualtero (1837).
A Milano costruì la casa Morandet (oggi in via Verdi n. 7) che fu prima sede del Circolo dell'Unione; del 1824 è invece la costruzione di Palazzo Cagnola.